# London, Kiribati

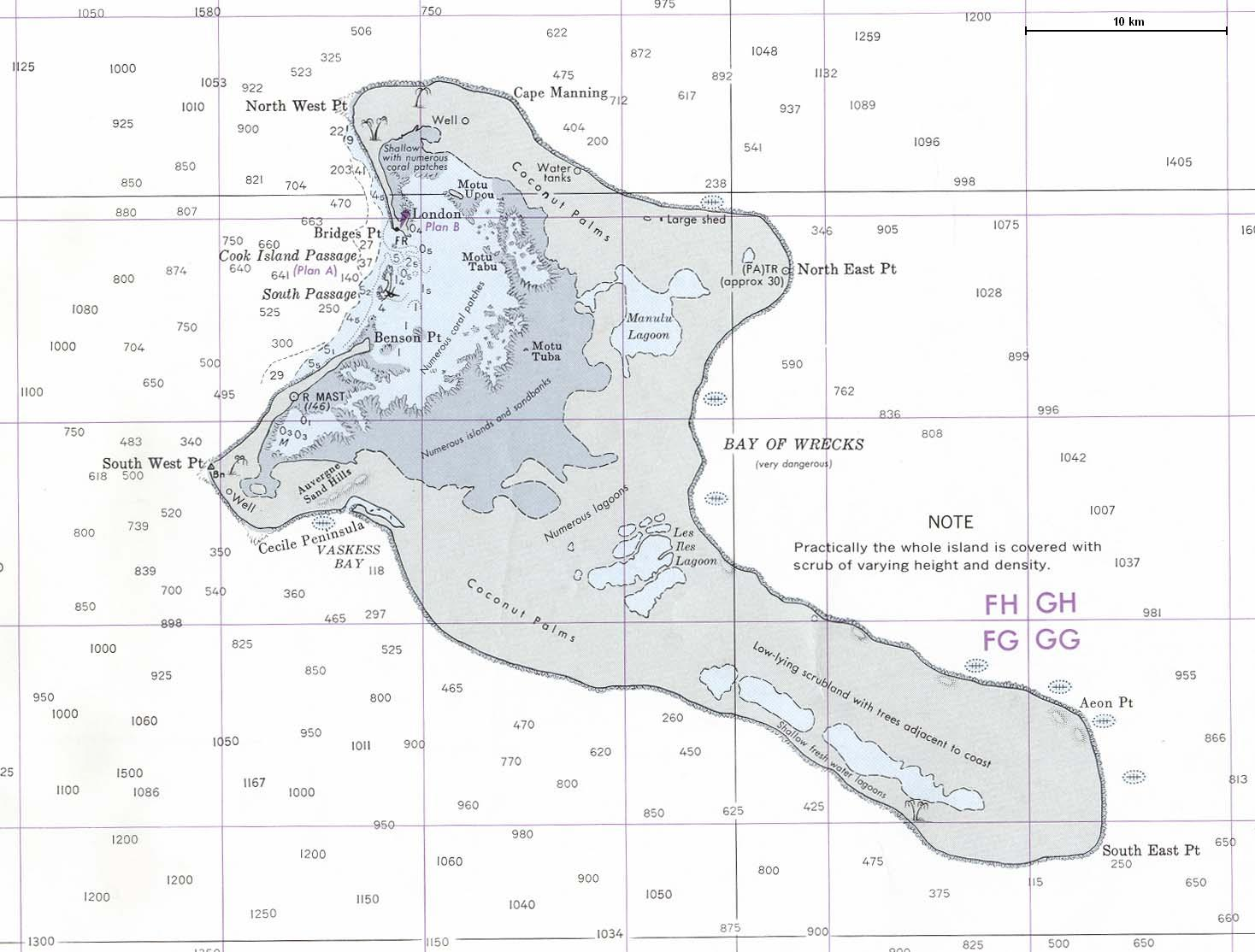
London ses i nordväst på denna karta.

London är huvudbosättningen på atollen Kiritimati, som hör till Kiribati i Stilla Havet. År 2005 hade den en befolkning om 1 829 personer, vilket innebär att den är den näst största byn på Linjeöarna. Endast Tabwakea är något större.